# Joseph Incardona
 (juillet 2022).
Si vous disposez d'ouvrages ou d'articles de référence ou si vous connaissez des sites web de qualité traitant du thème abordé ici, merci de compléter l'article en donnant les références utiles à sa vérifiabilité et en les liant à la section « Notes et références ».
Joseph Incardona, né en février 1969 à Lausanne, est un écrivain Italo-suisse.

## Biographie
Joseph Incardona est né à Lausanne le 11 février 1969. Ses parents font les saisons dans les hôtels et jouent dans un groupe de musique. Une vie semi-nomade et turbulente qui entraînera de fréquents déménagements et bouleversements au quotidien, jusqu’à l’âge de 14 ans où la famille se stabilise à Genève.
Scolarité chahutée, bac à 19 ans, quelques mois passés dans l’équipe de football réserve du Servette de Genève, avant de jouer quelques saisons en National. Après son service militaire, il multiplie les petits boulots pour payer l’université où il obtient un master en Sciences politiques. Son stage dans un journal en vue d’obtenir une carte de presse se solde par un échec : il est renvoyé pour avoir trop souvent comblé les zones d’ombre par des inventions de son cru[non neutre]. Ce sera pour lui le début du métier d’écrivain.
Une petite décennie passée à écrire sans rien publier, à voyager, à faire des rencontres, à lire, à fricoter avec la marge, passant de jobs en petits boulots (une soixantaine), allant de vendeur de détecteurs de faux billets, figurant pour la TV ou restaurateur de bateaux.
En 2000, il part s’établir à Paris, puis ce sera Bordeaux pendant une dizaine d’années, avant de revenir s’installer à Genève où il vit avec sa compagne et leur fils. Après trois premiers livres publiés aux éditions Delphine Montalant, quelques errements chez différents éditeurs (Baleine, Fayard, Le Seuil, notamment), il trouve son éditeur idéal à Bordeaux chez Finitude.[non neutre]
Son métier d’écrivain le mène sur des sentiers voisins : scénariste, dramaturge, metteur en scène et réalisateur. Mais la littérature reste son socle, et l’écriture de roman sa raison d’être.
Depuis 2003, il anime  des ateliers d’écriture créative, notamment à l’Institut Littéraire Suisse (Haute Ecole des Beaux-Arts, Berne).
Amateur de sport, il a pratiqué la boxe anglaise, s’est mis au surf depuis quelques années et continue de courir.
Il espère un jour surfer avec Don Winslow.

## Thèmes & influences
Personnalité atypique[non neutre] et auteur prolifique, ses références sont issues à la fois de la culture mixte suisse et italienne, ainsi que du roman noir et social des XIXe et XXe siècle : Ramuz, Céline, Crews, Fante, Carver ou Bukowski seraient quelques uns des auteurs de sa bibliothèque idéale. Le cinéma est aussi une source d’inspiration et de dialogue avec l’écriture. Il affirme une préférence pour les films réalisés dans les années 1970 et la liberté de ton qui les caractérise.
Malgré la gravité des thèmes traités, ses œuvres se distinguent par leur ton décalé, alliant lucidité, humour et pudeur. Narrateur de talent, fasciné par les différentes nuances du tragique, Joseph Incardona est également un styliste à la recherche de la forme juste, sans concession ni superflu[non neutre]. Il remporte le Prix du roman noir du Festival de Beaune avec Lonely Betty (2011), le Grand Prix de littérature policière pour Derrière les panneaux il y a des hommes (2015), le Prix du polar romand avec Chaleur (2017), le Prix Relay, le Prix Moussa Konaté du roman policier, entre autres, pour La Soustraction des possibles (2020), tous publiés aux éditions Finitude. Librement inspiré de son enfance binationale dans la Suisse des années 70, Permis C (BSN Press), repris chez Pocket sous le titre Une saison en enfance, remporte le Prix du Roman des Romands en 2018.
À ce jour, ses écrits comptent des romans souvent classés dans le genre « noir », où ses personnages sont en butte aux caprices de leur destin en mouvement, sorte de combinatoire des événements les emmenant de « l’autre côté du miroir », quitte à en devenir les héros ou héroïnes du tragique plus grands que la vie elle-même (Derrière les panneaux il y a des hommes, Chaleur, La Soustraction des possibles, Les Corps solides).
Son autre volet comporte une trilogie plus personnelle, dans laquelle on suit les péripéties d’un alter ego de l’auteur, André Pastrella. Ces romans, bien que largement autobiographiques, n’en restent pas moins des fictions où il est inutile de vouloir démêler le vrai du faux. Car, s’il est un lieu où la vérité est équivoque, c’est bien en littérature[non neutre].

## Œuvre

### Romans et nouvelles[4]
- 2002 : Le Cul entre deux chaises, Éditions Delphine Montalant ; Pocket 2005 ; réédition BSN Press, 2014.
- 2005 : Taxidermie, Éditions Finitude.
- 2006 : Dans le ciel des bars, Pocket 2006.
- 2006 : Banana spleen, Éditions Delphine Montalant ; Pocket 2009 ; réédition BSN Press 2018.
- 2008 : Remington, Fayard Noir.
- 2010 : Lonely Betty, Éditions Finitude, Prix du Roman Noir du Festival de Beaune 2011[1].
- 2011 : 220 volts, Fayard Noir ; réédition Bragelonne poche, 2016.
- 2012 : Trash circus, Éditions Parigramme.
- 2013 : Misty, Baleine.
- 2014 : Aller simple pour Nomad Island, Seuil.
- 2015 : Derrière les panneaux il y a des hommes, Éditions Finitude, Grand Prix de littérature policière 2015[3] ; Pocket 2017.
- 2016 : Permis C, BSN Press ; Pocket sous le titre Une saison en enfance, 2018. Prix du Roman des Romands, 2018.
- 2017 : Les Poings, BSN Press.
- 2017 : Chaleur, Éditions Finitude ; Pocket 2018. Prix du Polar romand, 2017.
- 2020 : La Soustraction des possibles, Éditions Finitude ; Pocket 2022. Prix Relay 2020, Prix Radio-télévision Suisse 2021, Prix Moussa Konaté du roman policier francophone 2021, Prix Polar Derrière les murs 2021, Prix Pittard de L'Andelyn 2021.
- 2022 : Les Corps solides, Éditions Finitude.
- 2024 : Stella et l'Amérique, Éditions Finitude ; Prix Polar Derrière les murs 2025, Prix Ancres Noires 2024; Pocket 2025
- 2025 : Le monde est fatigué"", Finitude

#### Jeunesse
- 2024 : Poulain qui voulait être zèbre, La joie de lire

#### Traductions
- 2017 : Si belle, mais si morte, Rosa Mogliasso, Éditions Finitude.
- 2023 : Les Silences, Luca Brunoni, Éditions Finitude.
- 2023 : L'irrésistible appel de la vengeance, Rosa Mogliasso Éditions Finitude.

### Bande-dessinées / scénarios
- 2008 : Fausse Route, Éditions Les Enfants Rouges, Juan-les-Pins.
- 2008 : Dans les cordes, Éditions Les Enfants Rouges, Juan-les-Pins.
- 2009 : Petites Coupures, Éditions Les Enfants Rouges, Juan-les-Pins.
- 2014 : Lonely Betty, adaptation du roman du même nom par Christophe Merlin, Sarbacane.
- 2015 : 220 Volts, adaptation du roman du même nom par Sylvain Escallon, Sarbacane.

### Œuvres traduites

#### En allemand
- Permis C (Une saison en enfance), Pearlbooks, 2017.
- Le Cul entre deux chaises, Pearlbooks, 2020.
- Derrière les panneaux il y a des hommes, Lenos Verlag, 2019.
- Aller simple pour Nomad Island, Lenos Verlag, 2020.
- Les corps solides, Lenos Verlag, 2025.

#### En anglais
- French Feast, recueil de nouvelles, collectif d'auteurs francophones, traduit par William Rodarmor, Whereabouts Press, États-Unis, 2011.

#### En géorgien
- Permis C (Une saison en enfance), Academic Press of Georgia, 2020.

#### En italien
- Derrière les panneaux il y a des hommes, NN Editore, 2016.
- Lonely Betty, NN Editore, 2019.

#### En polonais
- Taxidermie, Wydawnito, 2006.

#### En roumain
- La Soustraction des possibles, Eikon, 2021.

#### En sud-coréen
- Chaleur, Openbooks, 2019.

#### En tchèque
- Chaleur, Paseka, 2019.

#### En turc
- 220 volts, Everest, 2012.

#### En ukrainien
- Permis C, Dozvil, 2024.

## Filmographie
- 2008 : Le Figuier, court-métrage (réalisation Cyril Bron), Suisse.
- 2008 : Annonciation, court-métrage (co-réalisé avec Cyril Bron), Suisse, 2e Prix de la Cinémathèque suisse[5].
- 2009 : Baby Jane, court-métrage (réalisation Cyril Bron), Suisse.
- 2014 : Milky Way, long-métrage (co-écrit et co-réalisé  avec Cyril Bron), Suisse/Belgique[2]. Prix du public du Festival du Film Policier de Liège 2014.
- 2022 : Aux enfants la guerre, court-métrage, Suisse.
- 2024 : En eau salée, série RTS, scénario (réalisation Denis Rabaglia), Suisse.
- 2024 : Bisons, long-métrage, scénario (réalisation Pierre Monnard), Suisse.

## Théâtre
- 1999 : [guRmâdiz], Éditions du Pull off théâtre.
- 2009 : 37 m², Bernard Campiche Editeur.
- 2018 : Les Hommes, mise en scène, BSN Press.
- 2022 : Leurs enfants après eux, adaptation du roman de Nicolas Mathieu, Escher Theater.

## Prix et distinctions
- 2008 : 2e Prix de la Cinémathèque suisse pour Annonciation, court métrage (4 min)[5]
- 2011 : Prix du Roman Noir du Festival de Beaune pour le roman Lonely Betty, Éditions Finitude[1]
- 2015 : Prix du public du Festival international du film policier de Liège pour Milky Way, par Cyril Bron et Joseph Incardona, Suisse/Belgique[2]
- 2015 : Grand prix de littérature policière pour le roman Derrière les panneaux il y a des hommes, Éditions Finitude[3]
- 2018 : Prix du Roman des Romands pour Permis C, BSN Press[6]
- 2021 : Prix des auditeurs de la RTS[7] et Prix Pittard de l'Andelyn[8] pour La Soustraction des possibles, Éditions Finitude  (ISBN 978-2363391223)
- 2024 : Prix Michel-Lebrun  pour Stella et l'Amérique
- 2025 : Nommé pour le Prix des lecteurs « Quais du Polar »  pour Stella et l’Amérique[9]